# Grégory Lemarchal
Grégory Lemarchal, né le 13 mai 1983 à La Tronche (Isère) et mort le 30 avril 2007 à Suresnes (Hauts-de-Seine), est un chanteur et acteur français.
En 2004, il se fait connaître du grand public en remportant la quatrième saison de l'émission Star Academy sur TF1. L’année suivante, il enregistre l'unique album studio publié de son vivant : Je deviens moi.

## Biographie

### Enfance
Grégory Lemarchal naît en 1983 à La Tronche en Isère mais passe son enfance en Savoie. Il a une sœur cadette prénommée Leslie.
En 1985, alors que ses parents, Pierre et Laurence, s'inquiètent des difficultés respiratoires de leur garçon âgé d'à peine vingt mois, une mucoviscidose est diagnostiquée.
En dépit de sa maladie, Grégory Lemarchal est en 1997, à quatorze ans, champion de France avec la formation de rock sauté Mambo Rock, catégorie cadet lâché. Il pratique également le basket-ball à Challes-les-Eaux en Savoie. Son père était entraîneur de basket-ball professionnel en Isère,.

### Premiers pas artistiques
En 1999, Grégory Lemarchal participe, à seize ans, au télé-crochet Graines de star sur M6. Il concourt dans la catégorie « Graines de chanteurs ». Il y chante Place des grands hommes avec d'autres candidats, Foule sentimentale avec Kathy du groupe Let it Be et interprète seul le titre Le Chanteur de Daniel Balavoine. Il ne connaît pas le succès lors de ses passages dans cette émission, mais il acquiert une certaine notoriété à Grenoble et ses environs, ce qui lui permet de faire la première partie des spectacles d'Hervé Vilard ou Guy Montagné.
En mai 2003, Grégory joue dans la comédie musicale de Paul Tordjmann : Adam et Ève : du péché au pardon, dans le rôle d'Adam. Il y chante et enregistre deux chansons : Vole, mon âme s'envole et Je l'avoue, en duo avec Maryam Tribak. La même année, il refuse un rôle dans la comédie musicale Belles belles belles.

### Star Academyet carrière
Le 3 septembre 2004, il fait partie des dix-huit candidats de la quatrième saison de Star Academy sur TF1. Lors du premier prime time, il interprète avec Radia et Sofiane Tous les cris les SOS de Daniel Balavoine. Durant les seize semaines de compétition, il chante en duo avec de nombreux artistes tels que Serge Lama, Hélène Segara, Andrea Bocelli, Laura Pausini, Patrick Bruel, Michel Sardou, Patricia Kaas, etc. et impressionne  le public avec ses interprétations en solo de SOS d'un terrien en détresse de Balavoine, Et maintenant de Gilbert Bécaud ou en duo comme le titre L'Envie de Johnny Hallyday avec Hoda. Après avoir gagné la première demi-finale contre Mathieu, il est finaliste face à Lucie. Le 22 décembre 2004, il remporte la quatrième saison de Star Academy, avec 80 % des suffrages du public face à Lucie Bernardoni, battant tous les records de suffrages. Il est le premier garçon à remporter Star Academy.
Début 2005, il enregistre son album Je deviens moi, réalisé par Yvan Cassar, et dont est extraite la chanson Écris l'histoire (reprise de la chanson Io so che tu de Davide Esposito) ; la comédienne Sabine Perraud apparaît à ses côtés dans le clip. La chanson Je deviens moi est une reprise adaptée, l'original allemand est Liebe ist alles par Rosenstolz, sorti en 2004. L'album est certifié double disque d'or en France.
L'album terminé, il fait la tournée Star Academy durant trois mois avec neuf autres élèves.
En 2005, Grégory Lemarchal est la voix française de Zig Zag dans le film Zig Zag, l'étalon zébré.
Il participe à des émissions de variétés et divertissements telles que Les 500 choristes ensemble ou le prime time spécial « 5e anniversaire » de Star Academy, le 23 décembre 2005.
Le 23 janvier 2006, il reçoit la récompense de « Révélation francophone de l'année » aux NRJ Music Awards.
Du 9 mai 2006 au 26 juin 2006, il part en tournée à travers la France, la Belgique et la Suisse. Il assure également trois concerts à l'Olympia de Paris. Son album live Olympia 06, sort le 23 octobre 2006, incluant deux duos avec Nolwenn Leroy et Lucie Silvas.
Le 5 janvier 2007, il participe au prime time spécial Star Academy la 100e qui célèbre le 100e prime time du télé-crochet. Il y interprète The Show Must Go On en duo avec Patrick Bruel. Il s’agit de sa dernière apparition télévisée.

### Vie privée
Grégory Lemarchal a partagé la vie de Karine Ferri de septembre 2005 jusqu'à sa mort en avril 2007. Elle milite depuis au sein de l'association Grégory Lemarchal destinée à récolter de l'argent pour combattre la mucoviscidose et pour améliorer les conditions de vie des patients dans les hôpitaux.

### Mort

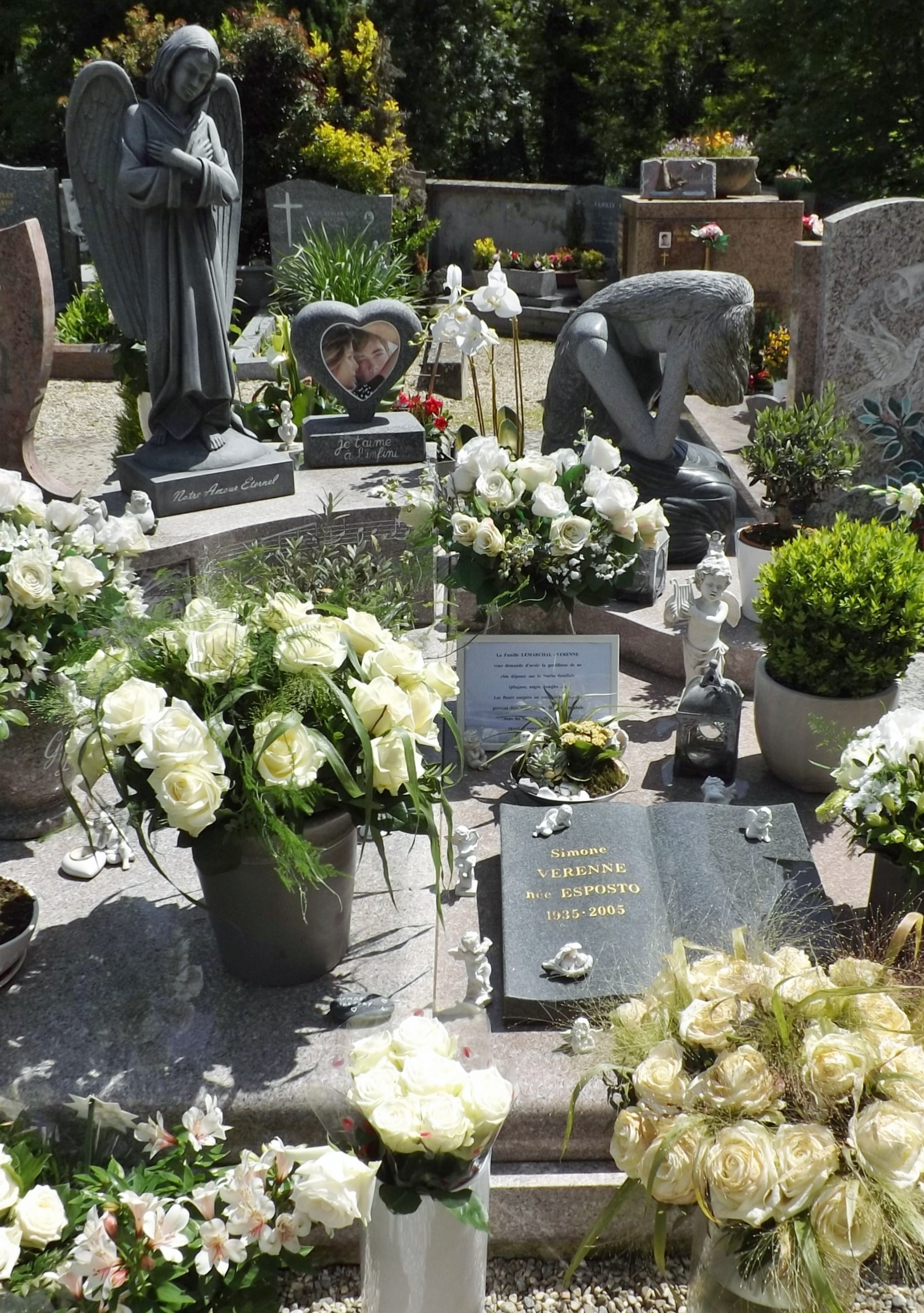
Tombe de Grégory Lemarchal au cimetière de Sonnaz.

En février 2007, Grégory Lemarchal annonce une pause dans sa carrière publique, assurant qu'elle n'est pas liée à sa santé mais qu'il désire se consacrer entièrement à son second album. Durant le mois de mars, il enregistre les premières chansons de son nouvel album dont il prévoit la sortie à la fin de l’année : Restons amis, Le lien, Recevoir, Tu prends, Je rêve (dont il a écrit les paroles) et De temps en temps. Ce titre, dont il a écrit les paroles est dédié à sa compagne de l'époque, Karine Ferri, est la dernière chanson qu'il a enregistrée, le 26 mars en une seule prise. Le 30 mars, il interprète Vivo per lei en duo avec Hélène Ségara lors de la première date de tournée de la chanteuse, à Plaisir, dans les Yvelines ; c'est la dernière fois qu'il monte sur scène.
Son état se dégrade quelque temps après et il est hospitalisé d'urgence le 2 avril à l'hôpital Foch de Suresnes dans l'attente d'une greffe des poumons. Le 29 avril au soir, il est placé dans un coma artificiel, avec son accord et celui de sa famille, pour le soulager en attendant une greffe qui n'arrivera finalement pas. Il meurt le 30 avril à 13 heures, à l'âge de 23 ans, à la suite des complications de sa mucoviscidose.
Ses obsèques ont lieu en la cathédrale Saint-François-de-Sales de Chambéry le 3 mai 2007. Il est enterré au cimetière de Sonnaz, en Savoie.

## Actions et hommages
Une émission ayant pour titre Grégory : la voix d'un ange en hommage à Grégory est diffusée sur TF1 le soir du 4 mai 2007, dans le but de récolter des fonds pour combattre la mucoviscidose. Ce prime-time, présenté par Nikos Aliagas, réunit de nombreux artistes et anciens élèves de Star Academy. Un appel aux dons lancé durant cette émission a permis de récolter plus de 6 millions d'euros de promesses de dons de la part des téléspectateurs, les recettes publicitaires engrangées par cette soirée restant au bénéfice de TF1. Cette émission a réalisé 47,3 % de parts d'audience, soit l'une des meilleures performances de la chaîne au mois de mai 2007.
L'Association pour le Don d'Organes et de Tissus Humains (France ADOT) note une recrudescence exceptionnelle des demandes de cartes de donneurs avec 53 411 demandes pour le seul mois de mai 2007, soit l'équivalent de toute l'année 2006 (54 130 demandes), puis 44 755 le mois suivant.
Le 7 juin 2007, l'association Grégory Lemarchal est déclarée par sa famille dans le but de lutter contre la mucoviscidose.
Le 28 décembre 2007, une émission en première partie de soirée de la Star Academy sur TF1 est consacrée à la lutte contre la mucoviscidose, en hommage à Grégory Lemarchal. 6,3 millions d'euros seront récoltés pour financer la recherche contre la maladie qui l'a emporté.
L'album posthume La voix d'un ange reçoit en 2008 un Platinum Award de l'IFPI pour un million d'exemplaires vendus à travers l'Europe. La même année, la SACEM décerne le Prix Vincent-Scotto à la chanson De temps en temps.
Un nouvel album, intitulé Rêves, sort le 16 novembre 2009. Le premier single inédit qui en est extrait est Je rêve qui est sorti début novembre 2009. Le deuxième titre inédit est intitulé Tu prends. Ce nouvel album posthume est une compilation, constituée de deux titres inédits.
Le 19 juin 2012 sur la scène de l'Olympia à Paris, une vingtaine d'artistes se réunissent en rendant hommage à Grégory pour les 5 ans de l'association.
Le 3 janvier 2013, les anciens et les nouveaux élèves de la Star Academy se réunissent et interprètent Écris l'histoire en hommage au chanteur.
Le 16 août 2014, TF1 dédie une émission en hommage à Grégory Lemarchal intitulée Grégory Lemarchal, une voix d'ange depuis dix ans.
Le 4 septembre 2014, D8 diffuse un documentaire réalisé par Camille Plouin en hommage à Grégory Lemarchal, Grégory Lemarchal : La fureur de vivre avec de nombreux témoignages de ses proches, d'artistes, des anciens professeurs et élèves de la Star Academy, des patients touchés par la mucoviscidose… Laurence, sa mère, y assure la voix-off. Ce documentaire et l'émission de TF1 diffusée trois semaines avant sont des cartons d'audience[réf. nécessaire] et ont permis l'envoi de nombreux  dons à l'Association Grégory Lemarchal[réf. nécessaire].
Le 16 novembre 2014, les anciens élèves de la Star Academy 4 se sont retrouvés ensemble sur scène à l'espace Pierre-Bachelet de Dammarie-les-Lys, à la suite d'une promesse qu'ils avaient faite dix ans plus tôt avec Grégory. C'est aussi pour lui rendre hommage qu'ils ont organisé ce concert,.
Le 7 janvier 2017, TF1 diffuse l'émission Grégory Lemarchal : 10 ans après, l'histoire continue, présentée par Nikos Aliagas et Karine Ferri. Ce soir-là est présentée la chanson Pour mieux s'aimer écrite par Grégory sur son lit de mort, qu'il n'eut malheureusement pas le temps de chanter. Ce fut Patrick Fiori qui l'interpréta.
Le 30 avril 2017, jour du dixième anniversaire du décès du chanteur, TF1 diffuse dans le cadre de Grands Reportages, un hommage à Grégory ; retraçant son enfance, le combat de ses proches face à la maladie et les actions menées.
En 2020, TF1 diffuse un téléfilm  produit par TelFrance et DMLS TV qui s'intitule Pourquoi je vis, en hommage à la chanson SOS d'un terrien en détresse de Daniel Balavoine, qui avait révélé Grégory Lemarchal dans Star Academy. Mickael Lumière incarne le chanteur ; Candice Dufau, révélée en 2018 par Plus belle la vie, interprète le rôle de Karine Ferri. Odile Vuillemin et Arnaud Ducret incarnent les parents de Grégory Lemarchal et Lou Gala interprète sa sœur Leslie tandis qu'Alexis Loizon joue le rôle du chorégraphe et metteur en scène Kamel Ouali. Le tournage du film démarre le 14 janvier à Chambéry, en Savoie. Le biopic Pourquoi je vis est diffusé le 7 septembre 2020 sur TF1 avec plus de 7.3 millions de téléspectateurs.
Cette même année, ses anciens camarades de la Star Academy 4 (Lucie Bernardoni, Hoda, Mathieu, Enrique, Francesca Antoniotti, Sandy, Sofiane, Radia, Karima, Tina, John, Morgan et Gauthier) se retrouvent 16 ans après pour un album inédit en sa mémoire : Restons amis. Le clip officiel du single est sorti le 28 août 2020 et est disponible sur YouTube. Tous les fonds sont reversés à l'association Grégory Lemarchal.
Le 16 juin 2022, ouvre à Rueil-Malmaison la « maison Grégory-Lemarchal », un établissement destiné à aider les malades de la mucoviscidose, en lien avec l'hôpital Foch de Suresnes,.
Le 12 novembre 2022, lors de la saison 10 de Star Academy un prime spécial en hommage à Grégory Lemarchal est organisé avec notamment comme invités : Amel Bent - Feu! Chatterton - Dadju - Patrick Fiori - Kendji Girac - M. Pokora - Tayc - Zazie.
Le 23 novembre 2024, à l'occasion des 20 ans de la saison 4 de la Star Academy, que Grégory a gagnée, plusieurs hommages lui ont été rendus, comme l'interprétation par Camille Lou et Marine de sa chanson "Je t'écris" ou la reprise, par Marguerite et Charles, d'un tableau réalisé par Grégory et Lucie sur la chanson de Michel Legrand Les moulins de mon cœur. Lors de ce prime, les élèves de la saison ont aussi interprété une chanson inédite, écrite par Grégory quelques semaines avant sa mort, intitulée Et si tu sens.

## Discographie
- 2005 : Je deviens moi
- 2006 : Olympia 06
- 2007 : La Voix d'un ange
- 2009 : Rêves[30]
- 2012 : Cinq ans
- 2020 : Pourquoi je vis
- 2022 : Best of

## DVD
- 23 novembre 2006 : Olympia 06
- 2007 : Les pas d'un ange
- 19 novembre 2012 : Grégory Lemarchal - Cinq ans

## Association Grégory Lemarchal

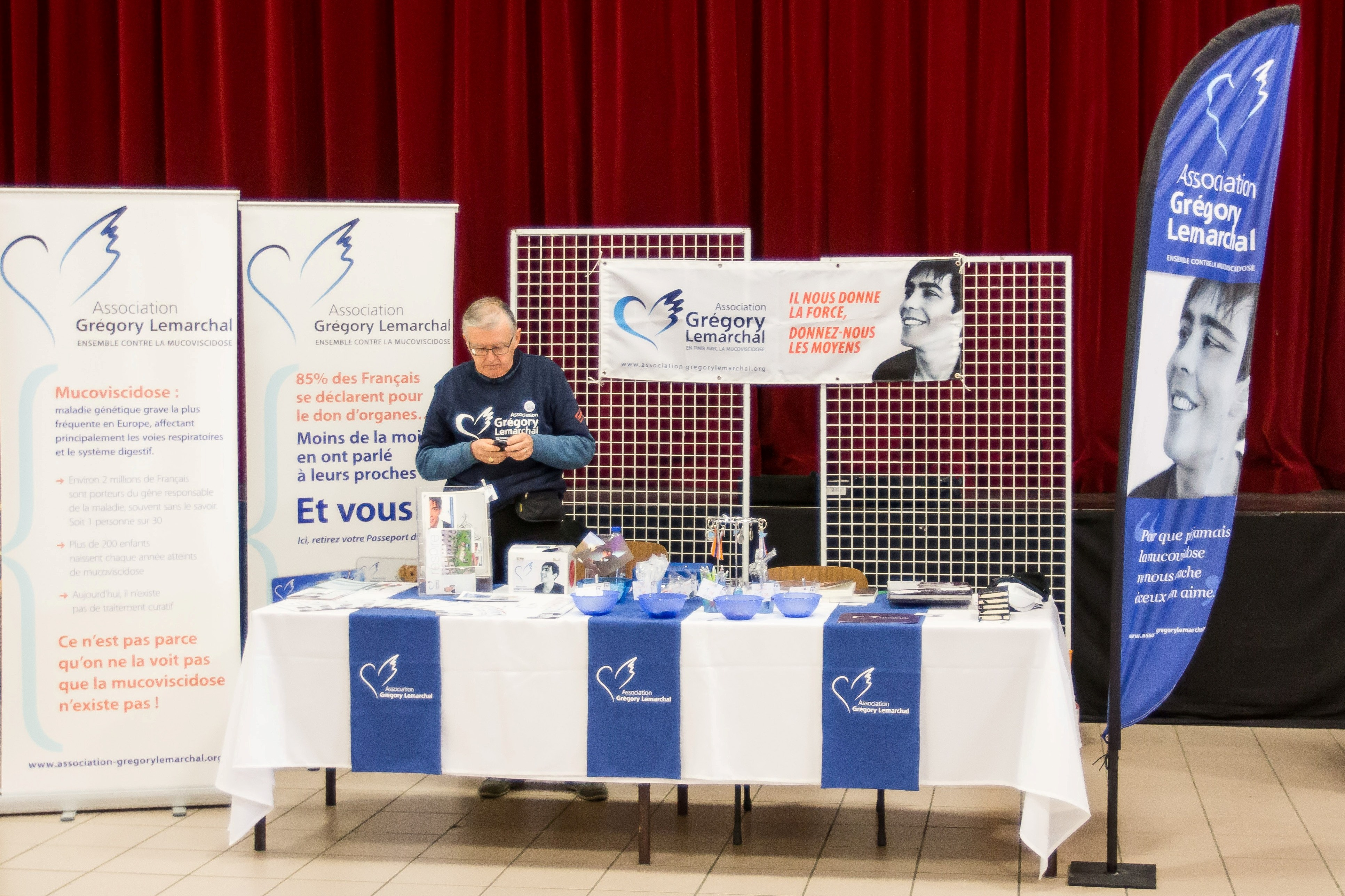
Un stand de l'Association Grégory Lemarchal, en mai 2015 à Villabé.

L'Association Grégory Lemarchal est une association, déclarée le 7 juin 2007 qui a été créée dans le but de lutter contre la mucoviscidose.
À la suite de la mort de Grégory Lemarchal, ses parents Laurence et Pierre, sa sœur Leslie, et sa compagne Karine Ferri (tous quatre membres du conseil d'administration de l'Association Grégory Lemarchal)  ont décidé que son succès artistique et son combat contre la maladie devaient permettre de favoriser la prise de conscience du public au sujet de celle-ci et de mieux lutter dans l'intérêt des patients touchés par elle.
L'Association Grégory Lemarchal a de nombreuses activités, dont l'aide et l'assistance des patients touchés par la mucoviscidose et de leurs familles, par toutes actions tendant à améliorer leur confort et leur qualité de vie.
En novembre de la même année, sa sœur Leslie publie Mon frère l'artiste (éditions Michel Lafon), recueil de photographies dont les droits d'auteur sont reversés à l'Association Grégory Lemarchal.[réf. nécessaire]
En 2008, le montant total des ressources de l'association s’est élevé à 4 788 000 €[réf. nécessaire] grâce notamment aux dons, aux soirées, aux livres et aux CD.
En octobre 2009, Laurence Lemarchal publie Sous ton regard, le combat de Grégory continue (éditions Michel Lafon), un récit dans lequel elle raconte le combat de son fils contre la maladie, et dont les droits d'auteurs ainsi que les bénéfices, sont reversés à l'association.[réf. nécessaire]
L'Association Grégory Lemarchal est aujourd'hui l'une des associations faisant partie du collectif associatif Don de vie, don de soi militant pour le don d'organes, grande cause nationale pour 2009.
En octobre 2010, Laurence Lemarchal s'est jointe à l’association Laurette Fugain[réf. nécessaire]
Durant l'été 2013, Karine Ferri (compagne de Grégory), Leslie Lemarchal (sœur de Grégory), Pierre Frolla, Fauve Hautot, Mickael Miro et Arnaud Tsamere ont participé au jeu Fort Boyard sur France 2, en faveur de l'Association Grégory Lemarchal (montant gagné : 18 380 euros).
Le 19 mars 2015, D8 diffuse un spécial Maillon faible, présenté par Julien Courbet, avec comme candidats Karine Ferri, Daniela Lumbroso, Grégory Galiffi, Véronique Mounier, Christophe Carrière, Benjamin Castaldi, Cécile de Ménibus, Patrice Laffont et Bruno Guillon. L'équipe a remporté 9 500 euros pour l'association.
Pour les dix ans de l'Association Grégory Lemarchal, un concert caritatif a été organisé au Phare de Chambéry. Nikos Aliagas, Karine Ferri, Soprano, Patrick Fiori, Slimane, Julie Zenatti, Mosimann, Vincent Niclo, d'anciens élèves de la Star Academy étaient notamment présents.
En 2020, Julie Zenatti participe aux Reines du shopping (Spéciale Célébrités) sur M6 où elle défend l'association.

## Distinctions
| Année | Cérémonie/Organisation | Catégorie                                             | Résultat |
| ----- | ---------------------- | ----------------------------------------------------- | -------- |
| 2006  | NRJ Music Awards       | Révélation francophone de l'année                     | Lauréat  |
| 2008  | Sacem                  | Prix Vincent-Scotto pour la chanson De temps en temps | Lauréat  |

L'astéroïde (213637) Lemarchal, découvert en 2002, est nommé en son honneur.